# Wahlen zum Repräsentantenhaus der Vereinigten Staaten 1800
Bei den Wahlen zum Repräsentantenhaus der Vereinigten Staaten 1800 wurden in den Vereinigten Staaten ab dem 29. April 1800 an verschiedenen Wahltagen die Abgeordneten des Repräsentantenhauses gewählt. Die Wahlen waren Teil der allgemeinen Wahlen zum 7. Kongress der Vereinigten Staaten in jenem Jahr, in dem auch ein Drittel der US-Senatoren gewählt wurde. Gleichzeitig fand auch die Präsidentschaftswahl des Jahres 1800 statt, die Thomas Jefferson nach einer ursprünglichen Pattsituation mit seinem Parteifreund Aaron Burr erst nach einer Abstimmung im Repräsentantenhaus gewann.
Zum Zeitpunkt der Wahlen bestanden die Vereinigten Staaten aus 16 Bundesstaaten. Die Zahl der zu wählenden Abgeordneten betrug 106. Die Sitzverteilung im Repräsentantenhaus basierte auf der Volkszählung von 1790. Wahlberechtigt und wählbar waren nur weiße Männer mit einem bestimmten Steueraufkommen. Frauen und Angehörige anderer Rassen waren von der Wahl ausgeschlossen. Die Wahl ergab einen erdrutschartigen Sieg der Demokratisch-Republikanischen Partei des neuen Präsidenten Thomas Jefferson, die 22 Sitze hinzugewann. Ursache für dieses Ergebnis war unter anderem die unbeliebte Politik des föderalistischen Präsidenten John Adams, der damals auch abgewählt wurde.
Frauen und Sklaven waren weder wahlberechtigt noch wählbar. In vielen Bundesstaaten waren auch freie Afroamerikaner von der Wahl ausgeschlossen. Das Wahlrecht für freie Männer war außerdem an einen gewissen Grundbesitz oder an ein bestimmtes Steueraufkommen gebunden.

## Wahlergebnis
- Demokratisch-Republikanische Partei: 68 (46) Sitze
- Föderalistische Partei: 38 (60) Sitze

Gesamt: 106
In Klammern sind die Ergebnisse der letzten regulären Wahlen von 1798.  Veränderungen im Verlauf der Legislaturperiode, die nicht die Wahlen an sich betreffen, sind bei diesen Zahlen nicht berücksichtigt, werden aber im Artikel über den 7. Kongress im Abschnitt über die Mitglieder des Repräsentantenhauses bei den entsprechenden Namen der Abgeordneten vermerkt. Das Gleiche gilt für Wahlen in Staaten, die erst nach dem Beginn der Legislaturperiode der Union beitraten. Daher kommt es in den Quellen gelegentlich zu unterschiedlichen Angaben, da manchmal Veränderungen während der Legislaturperiode in die Zahlen eingearbeitet wurden und manchmal nicht.